# یواس‌اس تیگرون (اس‌اس-۴۱۹)
یواس‌اس تیگرون (اس‌اس-۴۱۹) (به انگلیسی: USS Tigrone (SS-419)) یک زیردریایی بود که طول آن ۳۱۱ فوت ۸ اینچ (۹۵٫۰۰ متر) بود. این زیردریایی در سال ۱۹۴۴ ساخته شد.